# Adam7

Ilustracja działania algorytmu przeplotowego Adam7 działającego na obrazie o wymiarach 16×16

Adam7 to algorytm przeplotu stosowany w obrazach PNG. Przeplatany obraz PNG podzielony jest na 7 podobrazów, z których każdy tworzony jest dzięki replice wzoru o wymiarach 8×8 na całym obrazie docelowym.
| 1 6 4 6 2 6 4 6 7 7 7 7 7 7 7 7 5 6 5 6 5 6 5 6 7 7 7 7 7 7 7 7 3 6 4 6 3 6 4 6 7 7 7 7 7 7 7 7 5 6 5 6 5 6 5 6 7 7 7 7 7 7 7 7 |

Podobrazy są następnie zapisywane w pliku PNG w kolejności rosnącej.
Algorytm Adam7 posługuje się siedmioma przebiegami i działa na dwóch wymiarach, w odróżnieniu od czterech przebiegów w jednowymiarowej poziomej przestrzeni stosowanej w formacie GIF. Umożliwia to jeszcze szybszy podgląd obrazu już w trakcie ładowania.
Nazwa Adam7 pochodzi od Adama M. Costello, który podsunął pomysł tego algorytmu 30 stycznia w roku 1995 na podstawie pięcioprzebiegowego schematu, wcześniej zaproponowanego przez Lee Daniela Crockera:
| 1 4 2 4 5 5 5 5 3 4 3 4 5 5 5 5 |